# Marcel Ratnik
Marcel Ratnik (Liubliana, 23 de diciembre de 2003) es un futbolista esloveno que juega en la demarcación de defensa para el Al-Ain F. C. de la UAE Pro League.

## Selección nacional
Tras jugar en las categorías inferiores de la selección, finalmente hizo su debut con la selección absoluta de Eslovenia el 20 de enero de 2024 contra Estados Unidos en un partido amistoso que finalizó con un resultado de 0-1 a favor del combinado esloveno tras el gol de Nejc Gradišar.

## Clubes
| Club                     | País      | Año       | Partidos | Goles |
| ------------------------ | --------- | --------- | -------- | ----- |
| N. K. Olimpija Ljubljana | Eslovenia | 2021-2025 | 148      | 8     |
| Al-Ain F. C.             | EAU       | 2025-     | 1        | 0     |

## Palmarés

### Títulos nacionales
| Título                    | Club                     | País      | Año  |
| ------------------------- | ------------------------ | --------- | ---- |
| Primera Liga de Eslovenia | N. K. Olimpija Ljubljana | Eslovenia | 2023 |
| Copa de Eslovenia         | N. K. Olimpija Ljubljana | Eslovenia | 2023 |
| Primera Liga de Eslovenia | N. K. Olimpija Ljubljana | Eslovenia | 2025 |